# Zé Alcino
José Alcino Rosa, plus connu en tant que Zé Alcino, né le 8 juin 1974 à São Borja (Brésil), est un joueur de football brésilien. Il évoluait au poste d'attaquant.

## Carrière
Formé à la Sociedade Esportiva São Borja, Zé Alcino se fait connaître au Sport Club Internacional, où il est prêté en 1995, puis surtout au Grêmio Foot-Ball Porto Alegrense dont il devient un joueur important, et y remporte le championnat du Brésil en 1996.
En janvier 2000, il rejoint l'Europe en signant avec l'AS Nancy-Lorraine un contrat de trois ans. Auteur de 3 buts en 9 matchs pour la deuxième moitié de saison, il ne peut empêcher la relégation du club. Il reste en Division 2 et inscrit en une saison et demie 12 buts en 36 matchs. 
À l'hiver 2002, il est prêté en Chine, au Shanghai Zhongyuan Huili dirigé alors par le Français Claude Le Roy. Pour sa première année, il termine deuxième au classement des buteurs avec 11 buts et se trouve transféré définitivement dans son club, bientôt rebaptisé Shanghai International. Il inscrit dix nouveaux buts pour sa deuxième saison, puis sept la troisième, son équipe terminant respectivement 2e et 3e. 
En 2005, il part terminer sa carrière dans son pays, au Grêmio Esportivo Brasil d'abord, puis dans des clubs plus modestes.

## Palmarès
- Championnat du Brésil : 1996